# Бобков, Игорь Михайлович
Игорь Михайлович Бобко́в (бел. Ігар Міхайлавіч Бабкоў; род. 2 июня 1964, Гомель) — белорусский писатель, поэт и философ.

## Биография
Окончил отделение философии исторического факультета Белорусского государственного университета в 1986 году. Окончил аспирантуру, проходил стажировку в Лондонской школе экономики. Кандидат философских наук (диссертация — Философия Яна Снядецкого и становление рационализма позднего Просвещения в Белоруссии и Литве (первая треть XIX века), в 2002 году вышла отдельной монографией). Научный сотрудник Института философии НАН РБ, доцент кафедры философии культуры факультета философии и социальных наук БГУ. Область научных интересов — история белорусской философии, постколониальная теория. Автор ряда публикаций, соавтор нескольких учебных пособий и коллективных монографий.
Лауреат премий «Гліняны Вялес» (1993 год) и «Залатая літара» (2005 год). Автор нескольких сборников поэзии, прозы и эссе, самое известное произведение — постмодернистский роман «Адам Клакоцкі і яго цені». Член Союза белорусских писателей и белорусского ПЕН-центра. Его произведения (полностью или отрывками) переведены на польский, венгерский, чешский и немецкий языки. В 2009 году вошёл в шорт-лист центральноевропейской премии «Angelus».

### На белорусском
- Solus Reх. — Мн.: Мастацкая літаратура, 1992. — 79 с.
- Герой вайны за празрыстасць. — Мн.: БГАКЦ, 1998. — 91 с.
- Адам Клакоцкі і ягоныя цені. — Мн.: БАС, 2001. — 107 с.
- Філасофія Яна Снядэцкага. — Мінск—Вільнюс, 2002. — 135 с.
- Каралеўства Беларусь. Вытлумачэньні ру[і]наў. — Мн.: Логвінаў, 2005. — 140 с.
- Засынаць, прачынацца, слухаць галасы рыб: вершы. — Мн.: Логвінаў, 2009. — 116 с.
- Хвілiнка тры гісторыi. — Мн.: Логвінаў, 2013. — 231 с.

### На польском
- Królestwo Białoruś. Interpretacja ru(i)n. — Wrocław: KEW, 2008.
- Adam Kłakocki i jego cienie. — Warszawa: Oficyna 21, 2008.